# Jessica Fletcher
Jessica Fletcher (nata Jessica Beatrice MacGill), nota anche con il nome d'arte di J.B. Fletcher, è il personaggio protagonista della serie televisiva La signora in giallo (Murder, She Wrote) interpretato da Angela Lansbury.
La signora Fletcher è un'insegnante statunitense di inglese, divenuta quasi per caso una scrittrice di libri gialli di successo, che, usando il suo acuto spirito d'osservazione e la sua esperienza sull'argomento, spesso si ritrova a risolvere casi di omicidio veri e propri.
Jessica Fletcher è anche apparsa in alcuni film per la TV de La signora in giallo e in un episodio della serie Magnum P.I., ed è anche la protagonista di svariati veri romanzi che seguono il format della serie televisiva.
Nel 2004 negli Stati Uniti è stata inclusa nei "100 Maggiori Personaggi Televisivi" dalla rete TV Bravo. AOL l'ha nominata tra i "100 Personaggi Televisivi Femminili da ricordare". Lo stesso sito l'ha definita "Il Detective più Intelligente della TV". Sleuth Channel l'ha vista classificarsi al sesto posto nel sondaggio "I Migliori Detective d'America". Il Guinness World Records l'ha definita "Il detective amatoriale più prolifico".

## Caratterizzazione del personaggio
Jessica è vedova del capitano Frank Fletcher, un aviatore veterano della guerra di Corea morto nei primi anni ottanta a causa di una malattia, e non ha figli. Il suo lavoro di autrice la porta spesso a viaggiare negli Stati Uniti e nel mondo, il che ha permesso agli autori di ampliare l'orizzonte del personaggio e della serie stessa, costruendo episodi al di fuori del Maine, dove vive da anni. Nei suoi viaggi Jessica incontra quasi sempre uno dei suoi tanti nipoti, cugini o amici, che, puntualmente le chiedono aiuto. Tra gli altri, il nipote a cui Jessica è più affezionata è Grady Fletcher, in molte occasioni presente nella serie.
Jessica Fletcher vive al 698 di Candlewood Lane, nella città di Cabot Cove, nel Maine. Cabot Cove è una città di 3 560 abitanti sull'oceano Atlantico. Sulla base del numero di omicidi che si verificano in una determinata stagione della serie, la città sembra avere uno dei tassi di omicidi più alti di qualsiasi altra città. Questo fatto è stato anche osservato nella serie dallo sceriffo della città, Mort Metzger (Ron Masak), il quale osserva che nel suo primo anno di servizio a Cabot Cove, ha dovuto affrontare cinque omicidi. In seguito, a partire dall'ottava stagione, Jessica si trasferisce a Manhattan, presso i Penfield House Apartments, situati al 941 West 61st Street, tornando però regolarmente a Cabot Cove nei fine settimana.
Inizia a scrivere per l'esigenza di distrarsi dalla perdita del marito; per caso il romanzo perviene a un editore di New York che lo pubblica, facendone un best seller internazionale che la fa diventare un'autrice nota in tutto il mondo. Continua quindi a scrivere numerosi romanzi gialli, adoperando dapprima una vecchia macchina da scrivere Royal KMM, poi, a partire dall'ottava stagione (1991-1992), un personal computer Intel 80386 (con Windows 3.1), che impara a usare nel corso di un episodio.
L'acume di Jessica si riscontra, oltre che nei suoi romanzi, anche nella sua vita reale. In ogni episodio della serie, infatti, l'autrice si ritrova a dovere indagare su un omicidio avvenuto poco dopo il suo arrivo. In alcuni casi Jessica è obbligata dalle circostanze a risolvere il caso da sola, vista l'impossibilità di informare le forze dell'ordine, in altri invece sono proprio sceriffi e detective ad accettare il suo aiuto, alcuni convintisi dalle sue capacità, anche se in un primo momento seccati dalla sua presenza, altri invece fan e ammiratori dei suoi libri, entusiasti dal primo momento di collaborare con lei.
Gli sceriffi con cui Jessica ha collaborato in più casi sono naturalmente quelli di Cabot Cove, Amos Tupper e Mort Metzger, anch'essi inizialmente recalcitranti ad averla sulla scena del crimine, ma poi ben felici di sentire il suo parere, e successivamente il tenente Artie Gelber della polizia di New York.
La particolarità di ogni episodio è la sicurezza con cui Jessica difende il personaggio sospettato dalle forze dell'ordine, spesso suo amico o parente, e la fede che ripone nella sua innocenza. Allo stesso tempo Jessica conduce indagini proprie, si reca sulla scena del crimine, ascolta testimonianze, indaga sui rapporti e sui fatti avvenuti tra i personaggi e alla fine formalizza l'accusa, ottenendo in ogni episodio la confessione spontanea del personaggio, messo di fronte alla verità raccontata dall'autrice.

## Romanzi di Jessica Fletcher
Dei romanzi scritti dal personaggio, questi sono menzionati negli episodi della serie:
- Il cadavere ballò a mezzanotte (The corpse danced at midnight)
- Canto funebre per un bassotto morto (Dirge for a dead dachshund)
- Una rosa appassita accanto a lei (A faded rose beside her)
- Omicidio sul Rio delle Amazzoni (Murder on the Amazon)
- La vendetta dell'amante (Lover's revenge)
- Gli omicidi dell'ombrello (The umbrella murders)
- Omicidio alla locanda (Murder at the inn)
- Omicidio agli scavi (Murder at the digs)
- Omicidio in chiave minore (Murder in a minor key)
- La macchia sulle scale (The stain on the stairs)
- Il mistero del tirapiedi mutilato (The mystery of the mutilated minion)
- I delitti di Belgrado (The Belgrade murders)
- Clinica della morte (Sanitarium of death)
- La vendetta di Calvin Canterbury (Calvin Canterbury's revenge)
- Omicidio all'istituto (Murder at the asylum)
- Delitto in scena (Murder comes to Maine)
- Addio, Charlie (Good-bye, Charlie)
- Il cadavere che non c'era (The corpse that wasn't there)
- Ceneri, ceneri, cadi morto (Ashes, Ashes, fall down dead)
- I messaggeri di mezzanotte (The messengers of midnight)
- Il veleno nel mio cuore (The poison in my heart)
- Tutti i colpevoli (All the murderers)
- Omicidio in cima al crinale (Murder at the ridge top)
- Il cadavere ai vespri (The corpse at Vespers)
- Gli omicidi della tripla corona (The triple crown murders)
- Cripta della morte (The crypt of death)
- Un omicidio ad Hastings Rock (A killing at Hastings Rock)
- Il latitante (The uncaught)
- Omicidio in bianco (Murder in white)
- Il morto deve cantare (The dead must sing)
- L'assassino chiamato Collect (The killer called Collect)
- Del tutto morto (Stone cold dead)
- In pericolo (Endangered)
- Gli omicidi della rampa di lancio (The launch pad murders)
- Passerella per un omicidio (Runway to murder)
- San Valentino velenoso (Venomous Valentine)
- Un caso e mezzo di omicidio (A case and a half of murder)
- Cordiali saluti, Damian Sinclair (Yours truly, Damian Sinclair)
- L'uomo morto cantò (The dead man sang)
- Il cadavere nuotò al chiaro di luna (The corpse swam by moonlight)
- L'aspetto zero (The zero aspect)